# دولانه (تاجیکستان)
دولانه (تاجیکستان) (به لاتین: Dulona) یک منطقهٔ مسکونی در تاجیکستان است که در ولایت سغد واقع شده‌است.